# 올 디스 엔드 헤븐 투
《올 디스 엔드 헤븐 투》(All This, And Heaven Too)는 미국에서 제작된 아나톨 리트박 감독의 1940년 멜로/로맨스 드라마 영화이다. 샤를르 보와이에 등이 주연으로 출연하였다. 라첼 필드의 소설에 기반을 둔다.

## 출연

### 주연
- 샤를르 보와이에
- 베티 데이비스
- 헨리 다니엘

### 조연
- 바바라 오닐
- 조지 컬러리스
- 해리 대번포트